# Mô hình sàn

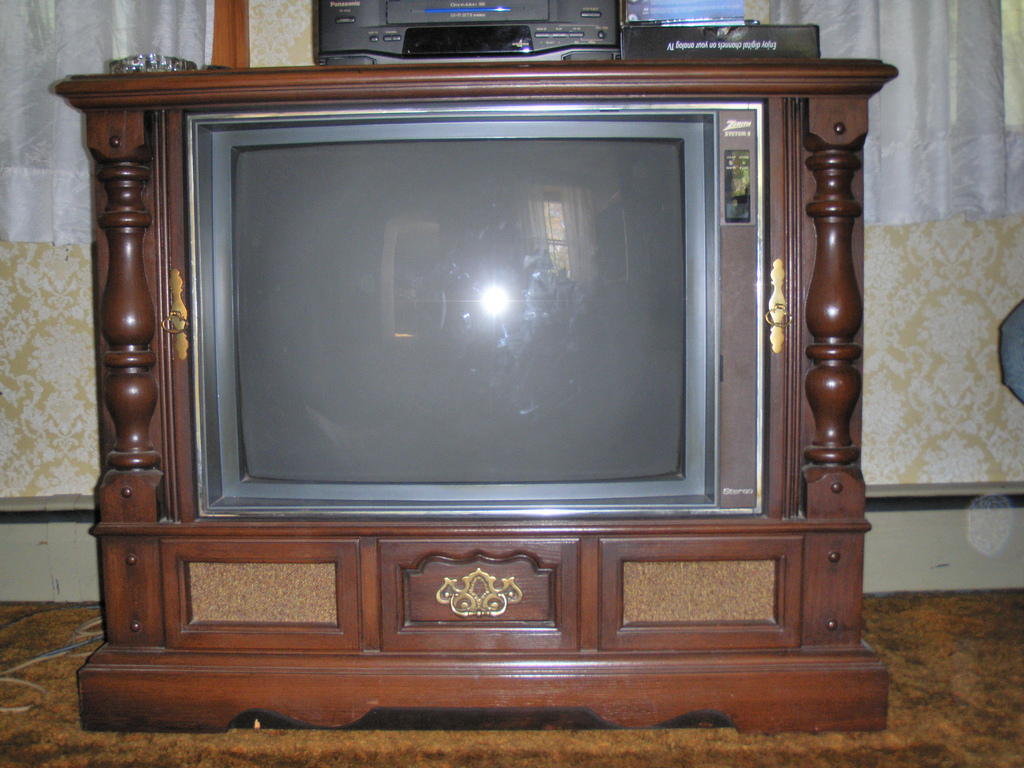
Mô hình sàn cũng có thể đề cập đến một mô hình lớn của hàng tiêu dùng được đặt trên sàn thay vì trên một kệ như Zenith System 3
này

Một mô hình sàn là một phần của thiết bị được đặt trong khu vực bán hàng của cửa hàng bán lẻ để trưng bày. Các mô hình sàn được lấy ra khỏi bao bì của chúng và hiển thị cách chúng được sử dụng. Trong trường hợp đồ nội thất, các cửa hàng sẽ sắp xếp các mảnh vì chúng có thể được đặt trong nhà. Các thiết bị gia dụng như lò vi sóng, tủ lạnh và máy giặt thường được đưa vào hàng để khách hàng có thể so sánh các mô hình khác nhau. Hàng điện tử tiêu dùng thường được cắm vào ổ cắm điện, nguồn cấp dữ liệu truyền hình cáp hoặc vệ tinh hoặc mạng cục bộ nếu thích hợp. Trong mọi trường hợp, mô hình sàn cho phép khách hàng kiểm tra chất lượng của hàng hóa được hiển thị hoặc so sánh giữa các kiểu máy khác nhau của một loại nhất định.
Không phải tất cả các mô hình sàn đều theo nghĩa đen trên sàn nhà, nhưng có thể được đặt trên một bảng chứng khoán. Bởi vì các mô hình sàn nhìn thấy sử dụng nhiều hơn đáng kể và có thể hao mòn nhiều hơn nếu chúng không được sử dụng để trưng bày, các cửa hàng đôi khi có thể giảm giá khi bán chúng. Mô hình sàn nệm thường được sản xuất để được mềm hơn ở một bên hơn khác. Điều này được thực hiện vì lợi ích của so sánh, và không phản ánh hàng hóa thực tế.